# Rea Tajiri
Rea Tajiri, née en 1958 à Chicago, est une vidéaste, documentariste, réalisatrice et scénariste américaine,. Une grande partie de son travail porte sur la représentation des américains d'origine asiatique, et sur la mémoire des populations nippo-américaines, notamment lors de l'internement de la seconde guerre mondiale.

## Biographie
Le père de Tajiri, Vincent Tajiri, était le rédacteur en chef fondateur de Playboy Magazine. Son oncle, Shinkichi Tajiri, était un éminent sculpteur qui résidait aux Pays-Bas.
Elle étudie au California Institute of the Arts (CalArts), puis s'installe à New York en 1979, où elle participe au centre d'art The Kitchen.

## Carrière
Les œuvres vidéos de Tajiri sont parties prenante des Biennales Whitney en 1989, 1991 et 1993. Elle est également exposée au New Museum for Contemporary Art, au Museum of Modern Art, au Guggenheim Museum, au Walker Art Museum et aux Pacific Film Archives.
En 1991, elle réalise History and Memory: For Akiko and Takashige, un film documentaire en forme d'essai personnel sur l'internement japonais-américain. Il est présenté pour la première fois à la Biennale de Whitney en 1991 et remporte le Distinguished Achievement Award de l'International Documentary Association. Il reçoit également le prix spécial du jury : "New Visions Category" au Festival international du film de San Francisco en 1992.
En 1993, elle réalise Yuri Kochiyama : Passion for Justice, un documentaire sur le militant des droits de l'homme nippo-américain Nisei. Tajiri a coproduit le documentaire avec Pat Saunders.
Elle s'associe ensuite à l'auteure canado-japonaise Kerri Sakamoto pour un film de fiction, Strawberry Fields, tourné en 1994 avec le financement de CPB, NEA et ITVS, avec en vedette Suzy Nakamura, James Sie, Chris Tashima et Takayo Fischer. Il est projeté en 1997 au San Francisco International Asian American Film Festival et au Los Angeles Film Festival, puis sélectionné au Festival international du film de Venise. Il remporte le Grand Prix au Festival du film asiatique de Fukuoka.
Tajiri est également professeure agrégée à l'Université Temple, où elle enseigne la production de documentaires.

## Filmographie
Réalisatrice
- 1987 : Hitchcock Trilogy [8]
- 1988 : Off Limits [9]
- 1992 : History and Memory: For Akiko and Takashige [10]
- 1993 : Yuri Kochiyama : Passion for Justice
- 1997 : Strawberry Fields
- 1999 : Little Murders
- 2000 : Aloha
- 2014 : Lordville